# Nesiotoniscus harpagonifer
Nesiotoniscus harpagonifer är en kräftdjursart som beskrevs av Stefano Taiti och Franco Ferrara1995. Nesiotoniscus harpagonifer ingår i släktet Nesiotoniscus och familjen Trichoniscidae. Inga underarter finns listade i Catalogue of Life.